# Quận Hernando, Florida
Quận Hernando là một quận thuộc tiểu bang Florida, Hoa Kỳ. Quận lỵ đóng ở Brooksville6. 
Dân số theo điều tra năm 2010 của Cục điều tra dân số Hoa Kỳ là 172778 người.

## Địa lý
Theo Cục điều tra dân số Hoa Kỳ, quận này có diện tích 1530 km2, trong đó có 300 km2 là diện tích mặt nước.